# Mark Hager
Pour les articles homonymes, voir Hager.
Mark Hager, né le 28 avril 1964 à Maryborough dans le Queensland en Australie, est un joueur australien de hockey sur gazon.

## Biographie
Mark Hager remporte aux Jeux olympiques d'été de 1996 à Atlanta la médaille de bronze avec l'équipe nationale. 